# Echeveria racemosa
Echeveria racemosa là một loài thực vật có hoa trong họ Crassulaceae. Loài này được Schltdl. & Cham. miêu tả khoa học đầu tiên năm 1830.